# Альтеративное воспаление
Альтеративное воспаление — устаревший медицинский термин (но в ветеринарной пат.анатомии по-прежнему актуальный); обозначал воспаление, при котором по времени и степени выраженности преобладают дистрофические и некротические изменения (альтерация) клеток и тканей в основном паренхиматозных органов — печени, почек, селезёнки, лёгких, а также ткани головного, а процессы экссудации и пролиферации выражены слабо. Пример: альтернативный миокардит при токсических инфекциях (брюшной тиф, дизентерия и др.).
До недавнего времени среди морфологических форм воспаления выделяли альтеративное воспаление, при котором преобладает альтерация (некротическое воспаление), а экссудация и пролиферация представлены крайне слабо или вообще не выражены. В настоящее время существование этой формы воспаления отрицается большинством патологов на том основании, что при так называемом альтеративном воспалении по существу отсутствует сосудисто-мезенхимальная реакция (экссудация и пролиферация), которая и составляет сущность воспалительной реакции. Таким образом, речь в данном случае идет не о воспалении, а о некрозе. Концепция альтеративного воспаления была создана Р. Вирховым, который исходил из своей «нутритивной теории» воспаления (она оказалась ошибочной), поэтому он называл альтеративное воспаление паренхиматозным.